# El Contribuent
El Contribuent (luxemburguès De Steierzueler, francès Le Contribuable, alemany Der Steuerzahler) fou un partit polític luxemburguès, dirigit per Jemp Bertrand, que reclamava una reducció dels impostos, reducció de la burocràcia governamental i més transparència en els pressupostos de l'estat. Es presentà a les eleccions legislatives luxemburgueses de 1999 a la circumscripció del Centre, però només va obtenir l'1,3% dels vots.